# Veterán (film)
A Veterán (hangul: 베테랑, Petherang, RR: Baeterang) 2015-ben bemutatott dél-koreai akciófilm Hvang Dzsongmin (Hwang Jung-min) és Ju Ain (Yu Ain) főszereplésével, melyet Rju Szungvan (Ryu Seung-wan) rendezett. A filmre Dél-koreában 13,4 millió néző váltott jegyet, ezzel 2020 októberi adatok alapján minden idők ötödik legsikeresebb koreai filmje. Kínai és indiai remake is készült belőle.
Magyarországon a Koreai filmfesztivál mutatta be 2016-ban magyar felirattal.

## Cselekmény
Szo Docshol (Seo Do-cheol) sokat látott, veterán detektív, ám amikor egy esetet vizsgál ki, belebotlik a milliomos örökös Cso Theóba (Jo Tae-óba), aki különösen ellenszenves bűnöző, konglomerátum-vezető családja befolyását felhasználva mossa ki magát brutális cselekedeteiből. A nyomozó csapatának kezéből így folyton kisiklik. Ám Szo (Seo) nem adja fel, mindent bevet, hogy elkapja a férfit.

## Szereplők
- Hvang Dzsongmin (Hwang Jeong-min) mint Szo Docshol (Seo Do-cheol)
- Ju Ain (Yu Ain) mint Cso Theo (Jo Tae-o)